# Out (magazine)
Pour les articles homonymes, voir Out (homonymie).
Out est un magazine américain créé en 1992. Il aborde des sujets variés, mais est centré sur le monde LGBTQ, la mode, le divertissement et le style de vie. Le magazine est le plus diffusé parmi toutes les publications mensuelles LGBTQ aux États-Unis. Il se présente sous une forme éditoriale similaire à Details (en), Esquire et GQ . Out appartient à Robert Hardman de Boston, son investisseur d'origine, jusqu'en 2000, date à laquelle il revend le magazine à LPI Media (en), société qui sera rachetée à travers la société PlanetOut Inc. (en). En 2008, PlanetOut Inc. revend LPI Media à Regent Entertainment Media, Inc., une division de Here Media (en), qui possède également Here TV,,. En 2017, Here Media vend ses activités de presse à un groupe dirigé par Oreva Capital, qui rebâtisse la société mère Pride Media.
Le Out100 est la liste annuelle des personnes LGBTQ les plus influentes, établie par le magazine.

## Histoire
Out est fondé par Michael Goff (en) en 1992,, en tant que rédacteur en chef et président. La rédactrice en chef est alors Sarah Pettit (décédée depuis).
En 1996, le propriétaire Robert Hardman licencie Goff et embauche Henry E. (Hank) Scott, un ancien cadre du New York Times Co., en tant que président de Out Publishing Inc., avec la mission de rétablir la société, alors en difficulté financière. Lorsque Scott rejoint Out, la société a des revenus annuels de moins de 4 000 000 dollars et des dépenses de 7 000 000 dollars. Scott change le prisme éditorial alors axé LGBT, en faisant valoir que les hommes gais et les lesbiennes ont peu de choses en commun. Il licencie Pettit et engage James Collard, rédacteur en chef de l'attitude, un magazine gay publié au Royaume-Uni, pour se recentrer sur un public gay riches et soucieux de son style. La diffusion augmente de 67 % pour atteindre plus de 130 000 exemplaires et le revenu moyen du lecteur moyen d'Out, passe de 70 000 $ à 90 000 $ par an. Avec l'aide de Lou Fabrizio, un cadre supérieur de la publicité que Scott a embauché dans le New York Times, Out commence à attirer de grands annonceurs de mode et des marques telles que Saturn, qui auparavant n'avaient jamais fait de publicité dans des magazines gay. Trois ans après que Scott ait pris le contrôle de Out, la société triple ses revenus et devient le magazine gay le plus diffusé de l'histoire des États-Unis. Ces amènent la publication à être revendue par Hardman à LPI Media en 2000.
En 2001, le tirage est de 100 000 exemplaires. Judy Wieder, première femme rédactrice en chef de The Advocate, devient la première femme directrice éditoriale de Out . En 2006, lorsque le magazine est acquis par PlanetOut, le nombre d'exemplaire de Out atteint 130 000. Out attire l'attention internationale à compter de 2007, avec une couverture qui présente deux mannequins portant des masques du journaliste Anderson Cooper et de l'acteur Jodie Foster en haut de la couverture, « The Glass Closet ». Certaines lesbiennes reprochent à Out de se concentrer principalement sur les hommes gays. Un rédacteur du site Web After Ellen note qu'en 2008, aucune lesbienne n'était présente sur la couverture du magazine et que seulement 22 % des personnes présentées dans le Out100 étaient des lesbiennes.
En 2008, Out, avec sa publication sœur The Advocate, est achetée par Here Media. Depuis l'acquisition de la marque, Here Media étend la présence Web du magazine, OUT.com, et créé une application mobile.
Le 18 avril 2012, il est annoncé qu'une société nouvellement formée, Grand Editorial, superviserait le contenu éditorial de Out en tant que partenaire de Here Media. Bien que le département éditorial interne ait été supprimé, Hicklin déclare qu'il embaucherait la plupart du personnel éditorial en tant que pigistes sous contrat.
En 2013, Here Media et Out organisent le 19e événement annuel OUT100 à New York. L'événement célèbre les personnes les plus influentes qui ont contribué à faire avancer les droits des LGBT. Out présente un Reader's Choice Award (« Récompense décernée par les lecteurs ») en 2013 en plus de sa liste éditoriale des 100 meilleurs lauréats.
En 2017, Here Media vend ses activités de presse à un groupe dirigé par Oreva Capital, qui rebatise la société mère Pride Media.
Le 2 août 2018, Hicklin annonce qu'il démissionnait après 12 ans en tant que rédacteur en chef. R. Kurt Osenlund, rédacteur du magazine depuis mars 2014, reprend son rôle de rédacteur en chef.
Le 23 août 2018, Phillip Picardi (en) est annoncé comme futur rédacteur en chef. Malgré les changements éditoriaux, la société mère et le magazine sont toujours en proie à des problèmes financiers et à de fréquentes plaintes de pigistes et d'employés contractuels. Picardi quitte Out en décembre 2019, annonçant son départ brutal sur Twitter.
En décembre 2018, Raquel Willis (en) est nommée rédactrice en chef, devenant ainsi la première femme trans à occuper un poste de direction dans la société. Willis remporte un GLAAD Media Award pour un article du magazine The Trans Obituaries Project (en français : le projet de nécrologie Trans,).
En septembre 2020, David Artavia est nommé nouveau rédacteur en chef du magazine.

### Difficultés financières
En février 2019, Women's Wear Daily affirme que plus de 40 contributeurs ont écrit une lettre ouverte à Pride Media et Oreva Capital, sa filiale, ainsi qu'à ses anciens partenaires de gestion éditoriale Grand Editorial et McCarthy LLC, pour exiger le paiement de leur travail,,. Ils déposent une réclamation pour non-paiement à l'Union nationale des écrivains (en). Le syndicat déclare alors :

« Le Syndicat national des écrivains représente désormais 25 contributeurs indépendants du magazine Out, pour plus de 40 000 dollars de travail, produit et publié. »

Le New York Times détaille les problèmes financier dans un article et affirme que le montant dû dépasse les 100 000 dollars,. Le New York Post confirme ce montant.

### Autres controverses
En 2018, il est rapporté qu'Adam Levin, le propriétaire d'Oreva Capital, la société mère de Pride Media, a l'habitude de faire des dons à des politiciens républicains qui ont publiquement pris des positions anti-LGTBQ, notamment Devin Nunes, Dean Heller, Josh Mandel (en), et Dana Rohrabacher. Ce dernier déclare que « les homosexuels devraient se voir refuser le droit d'acheter une maison » et s'est toujours opposé aux avancées juridiques favorables à la communauté LGTBQ.
En 2020, le Center for Responsive Politics fait des dons supplémentaires de 2 800 dollars chacun à Thom Tillis et Steve Daines. Le comité de rédaction du Charlotte Observer écrit un article en 2019 intitulé « Thom Tillis n'est pas un ami de la communauté LGBTQ ».

## Out100
Depuis ses débuts, Out propose une liste annuelle, le Out100, listant une centaine de personnalités et célébrités LGBTQ, et a pour but de « pour célébrer et honorer certaines des personnalités LGBTQIA les plus influentes ». En plus de cette liste, les Out100 Awards annuels honorent les célébrités de l'année avec : Ingenue of the Year (« Génie de l'année »), Reader's Choice (« Le choix du lecteur »), Artist of the Year (« Artiste de l'année »), et Entertainer of the Year (« Le divertissement de l'année »). En 2019, le rédacteur en chef Phillip Picardi déclare que le Out100 est la « tradition la plus grande et la plus connue du magazine ».